# Киджо, Анжелика
Анжелика Киджо (фр. Angélique Kidjo, родилась 14 июля 1960 года в Уиде) — бенинская певица, композитор, посол доброй воли ЮНИСЕФ. Придерживается джазовой традиции, однако использует самый разный исполняемый материал, сочетая джаз, соул, поп-музыку, регги и блюз.

## Биография
Киджо начала карьеру певицы в возрасте шести лет, начав выступать в театральной труппе своей матери. В 1983 году из-за нестабильной политической обстановки в Бенине она переехала в Париж, где стала учиться исполнять джаз. Её музыка находится под сильным влиянием западно-африканских ритмов и включает в себя целый ряд других музыкальных традиций, таких как: фанк, румба, сальса, джаз и прочих. Она является многоязычной певицей, может петь на языках Бенина — фон и мина (ген), а также на английском, французском, и йоруба. В настоящее время является самой популярной певицей на африканском континенте. Стала обладателем премии «Грэмми» в 2008 году в номинации Лучший современный исполнитель мировой музыки.

## Дискография
- Pretty (только африканский релиз)
- Parakou (1990)
- Logozo (1991)
- Ayé (1994)
- Fifa (1996)
- Oremi (1998)
- Keep On Moving: The Best Of Angelique Kidjo (2001)
- Black Ivory Soul (2002)
- Oyaya! (2004)
- Djin Djin (2007)
- Õÿö (2010)
- Spirit Rising (2012)
- EVE (2014)